# Тею (комуна)
Тею (рум. Teiu) — комуна у повіті Арджеш в Румунії. До складу комуни входять такі села (дані про населення за 2002 рік):
- Лешиле (320 осіб)
- Тею (1556 осіб)

Комуна розташована на відстані 80 км на захід від Бухареста, 30 км на південний схід від Пітешть, 110 км на схід від Крайови, 117 км на південь від Брашова.

## Населення
За даними перепису населення 2002 року у комуні проживали 1876 осіб.
Національний склад населення комуни:
| Національність | Кількість осіб | Відсоток |
| -------------- | -------------- | -------- |
| румуни         | 1872           | 99,8%    |
| цигани         | 2              | 0,1%     |
| греки          | 2              | 0,1%     |

Рідною мовою назвали:
| Мова      | Кількість осіб | Відсоток |
| --------- | -------------- | -------- |
| румунська | 1875           | 99,9%    |
| угорська  | 1              | 0,1%     |

Склад населення комуни за віросповіданням:
| Релігія        | Кількість осіб | Відсоток |
| -------------- | -------------- | -------- |
| православні    | 1864           | 99,4%    |
| п'ятдесятники  | 11             | 0,6%     |
| греко-католики | 1              | 0,1%     |